# Richard Wenzl
Richard Wenzl (zm. 13 lutego 1957) – as lotnictwa niemieckiego Luftstreitkräfte z 12 potwierdzonymi zwycięstwami w I wojnie światowej. Dowódca eskadry myśliwskiej Jagdstaffel 6.

## Informacje ogólne
Służył w Flieger Abtailung Artillerie 256, po czym został przeniesiony do KEK Ost. Od wiosny 1917 roku służył w eskadrze myśliwskiej Jagdstaffel 31, w której odniósł swoje pierwsze zwycięstwo powietrzne 19 kwietnia. 27 marca 1918 roku został przeniesiony do Jagdstaffel 11, gdzie 16 maja odniósł swoje trzecie zwycięstwo. Następnego dnia został przeniesiony do dowodzonej wówczas przez Johannesa Janzena Jagdstaffel 6, w której służył do końca wojny. Przejął dowództwo nad jednostką 10 sierpnia, kiedy ówczesny jej dowódca Paul Wenzel został ciężko ranny. Jednostką dowodził do 9 września, kiedy sam odniósł rany. Powojenne losy Richarda Wenzla nie są znane.

## Odznaczenia
- Królewski Order Rodu Hohenzollernów
- Krzyż Żelazny I Klasy
- Krzyż Żelazny II Klasy